# Mistrzostwa Świata w Siatkówce Plażowej 2013 (kobiety)
Turniej kobiet na Mistrzostwach Świata w Siatkówce Plażowej 2013 odbył się między 1 a 7 lipca w Starych Jabłonkach. W rozgrywkach wzięło udział 48 par.

## Pula nagród
Para otrzymała nagrodę przypisaną do fazy w której odpadła.
| Miejsce/Faza            | Punkty | Nagroda pieniężna |
| ----------------------- | ------ | ----------------- |
| 1.                      | 1000   | 60 000 $          |
| 2.                      | 900    | 45 000 $          |
| 3.                      | 800    | 35 000 $          |
| 4.                      | 700    | 28 000 $          |
| 5. Ćwierćfinały         | 600    | 18 000 $          |
| 9. 1/8 finału           | 500    | 11 000 $          |
| 17. 1/16 finału         | 400    | 7000 $            |
| 33. 3. miejsce w grupie | 300    | 4800 $            |
| 37. 4. miejsce w grupie | 200    | 3400 $            |

## Faza grupowa
Do fazy pucharowej awansowały dwie najlepsze pary z każdej grupy oraz osiem par z trzecich miejsc. Zwycięzca meczu otrzymywał 2 punkty, natomiast przegrany duet 1 punkt.
Legenda
|  | Awans do fazy pucharowej |

### Grupa A
| Lp. | Drużyna                             | Pkt | Mecze | Mecze | Mecze | Sety | Sety | Sety  | Małe punkty | Małe punkty | Małe punkty |
| Lp. | Drużyna                             | Pkt | M     | W     | P     | wyg. | prz. | ratio | zdob.       | str.        | ratio       |
| --- | ----------------------------------- | --- | ----- | ----- | ----- | ---- | ---- | ----- | ----------- | ----------- | ----------- |
| 1   | Kinga Kołosińska – Monika Brzostek  | 6   | 3     | 3     | 0     | 6    | 1    | 6.000 | 137         | 114         | 1.202       |
| 2   | Victoria Bieneck – Julia Großner    | 5   | 3     | 2     | 1     | 5    | 3    | 1.667 | 161         | 145         | 1.110       |
| 3   | Isabelle Forrer – Anouk Vergé-Dépré | 4   | 3     | 1     | 2     | 3    | 5    | 0.600 | 151         | 156         | 0.968       |
| 4   | Inguna Minusa – Inga Ikauniece      | 3   | 3     | 0     | 3     | 1    | 6    | 0.167 | 105         | 139         | 0.755       |

| Data  | Godzina | Drużyna 1             | Wynik | Drużyna 2            | Set 1 | Set 2 | Set 3 | Raport |
| ----- | ------- | --------------------- | ----- | -------------------- | ----- | ----- | ----- | ------ |
| 01.07 | 10:00   | Forrer – Vergé-Dépré  | 1:2   | Bieneck – Großner    | 26:24 | 26:28 | 9:15  |        |
| 01.07 | 13:00   | Kołosińska – Brzostek | 2:0   | Minusa – Ikauniece   | 21:13 | 21:14 |       |        |
| 02.07 | 8:45    | Forrer – Vergé-Dépré  | 2:1   | Minusa – Ikauniece   | 21:12 | 18:21 | 16:14 |        |
| 02.07 | 11:00   | Kołosińska – Brzostek | 2:1   | Bieneck – Großner    | 21:16 | 15:21 | 17:15 |        |
| 03.07 | 8:45    | Kołosińska – Brzostek | 2:0   | Forrer – Vergé-Dépré | 21:17 | 21:18 |       |        |
| 03.07 | 8:45    | Bieneck – Großner     | 2:0   | Minusa – Ikauniece   | 21:15 | 21:16 |       |        |

### Grupa B
| Lp. | Drużyna                                 | Pkt | Mecze | Mecze | Mecze | Sety | Sety | Sety  | Małe punkty | Małe punkty | Małe punkty |
| Lp. | Drużyna                                 | Pkt | M     | W     | P     | wyg. | prz. | ratio | zdob.       | str.        | ratio       |
| --- | --------------------------------------- | --- | ----- | ----- | ----- | ---- | ---- | ----- | ----------- | ----------- | ----------- |
| 1   | Emilia Nyström – Erika Nyström          | 5   | 3     | 2     | 1     | 5    | 2    | 2.500 | 139         | 117         | 1.188       |
| 2   | Natália Dubovcová – Dominika Nestarcová | 5   | 3     | 2     | 1     | 4    | 3    | 1.333 | 133         | 120         | 1.108       |
| 3   | Xue Chen – Zhang Xi                     | 5   | 3     | 2     | 1     | 4    | 2    | 2.000 | 115         | 108         | 1.065       |
| 4   | Daria Paszek – Katarzyna Kociołek       | 3   | 3     | 0     | 3     | 0    | 6    | 0.000 | 86          | 128         | 0.672       |

| Data  | Godzina | Drużyna 1              | Wynik | Drużyna 2              | Set 1 | Set 2 | Set 3 | Raport |
| ----- | ------- | ---------------------- | ----- | ---------------------- | ----- | ----- | ----- | ------ |
| 01.07 | 11:00   | Xue – Zhang            | 2:0   | Paszek – Kociołek      | 21:10 | 21:19 |       |        |
| 01.07 | 11:00   | Dubovcová – Nestarcová | 2:1   | Nyström – Nyström      | 18:21 | 21:19 | 15:13 |        |
| 02.07 | 9:45    | Xue – Zhang            | 0:2   | Nyström – Nyström      | 17:21 | 14:21 |       |        |
| 02.07 | 9:45    | Dubovcová – Nestarcová | 2:0   | Paszek – Kociołek      | 21:9  | 21:16 |       |        |
| 03.07 | 9:45    | Xue – Zhang            | 2:0   | Dubovcová – Nestarcová | 21:19 | 21:18 |       |        |
| 03.07 | 9:45    | Nyström – Nyström      | 2:0   | Paszek – Kociołek      | 23:21 | 21:11 |       |        |

### Grupa C
| Lp. | Drużyna                             | Pkt | Mecze | Mecze | Mecze | Sety | Sety | Sety  | Małe punkty | Małe punkty | Małe punkty |
| Lp. | Drużyna                             | Pkt | M     | W     | P     | wyg. | prz. | ratio | zdob.       | str.        | ratio       |
| --- | ----------------------------------- | --- | ----- | ----- | ----- | ---- | ---- | ----- | ----------- | ----------- | ----------- |
| 1   | April Ross – Whitney Pavlik         | 6   | 3     | 3     | 0     | 6    | 0    | MAX   | 126         | 93          | 1.355       |
| 2   | Lauren Fendrick – Brittany Hochevar | 5   | 3     | 2     | 1     | 4    | 3    | 1.333 | 127         | 111         | 1.144       |
| 3   | Laura Bloem – Rebekka Kadijk        | 4   | 3     | 1     | 2     | 3    | 5    | 0.600 | 125         | 138         | 0.906       |
| 4   | Jamie Lynn Broder – Kristina Valjas | 3   | 3     | 0     | 3     | 1    | 6    | 0.167 | 101         | 137         | 0.737       |

| Data  | Godzina | Drużyna 1           | Wynik | Drużyna 2           | Set 1 | Set 2 | Set 3 | Raport |
| ----- | ------- | ------------------- | ----- | ------------------- | ----- | ----- | ----- | ------ |
| 01.07 | 18:00   | Ross – Pavlik       | 2:0   | Fendrick – Hochevar | 21:15 | 21:15 |       |        |
| 01.07 | 18:00   | Broder – Valjas     | 1:2   | Bloem – Kadijk      | 21:17 | 14:21 | 6:15  |        |
| 02.07 | 16:00   | Ross – Pavlik       | 2:0   | Broder – Valjas     | 21:11 | 21:18 |       |        |
| 02.07 | 17:00   | Fendrick – Hochevar | 2:1   | Bloem – Kadijk      | 19:21 | 21:9  | 15:8  |        |
| 03.07 | 17:00   | Ross – Pavlik       | 2:0   | Bloem – Kadijk      | 21:19 | 21:15 |       |        |
| 03.07 | 17:00   | Fendrick – Hochevar | 2:0   | Broder – Valjas     | 21:16 | 21:15 |       |        |

### Grupa D
| Lp. | Drużyna                                | Pkt | Mecze | Mecze | Mecze | Sety | Sety | Sety  | Małe punkty | Małe punkty | Małe punkty |
| Lp. | Drużyna                                | Pkt | M     | W     | P     | wyg. | prz. | ratio | zdob.       | str.        | ratio       |
| --- | -------------------------------------- | --- | ----- | ----- | ----- | ---- | ---- | ----- | ----------- | ----------- | ----------- |
| 1   | Madelein Meppelink – Sophie van Gestel | 6   | 3     | 3     | 0     | 6    | 2    | 3.000 | 151         | 113         | 1.336       |
| 2   | Jennifer Fopma – Brooke Sweat          | 5   | 3     | 2     | 1     | 5    | 2    | 2.500 | 134         | 114         | 1.175       |
| 3   | Tatjana Maszkowa – Irina Cymbałowa     | 4   | 3     | 1     | 2     | 3    | 5    | 0.600 | 126         | 143         | 0.881       |
| 4   | Patricia Caballero – Michelle Valiente | 3   | 3     | 0     | 3     | 1    | 6    | 0.167 | 93          | 134         | 0.694       |

| Data  | Godzina | Drużyna 1              | Wynik | Drużyna 2            | Set 1 | Set 2 | Set 3 | Raport |
| ----- | ------- | ---------------------- | ----- | -------------------- | ----- | ----- | ----- | ------ |
| 01.07 | 19:00   | Maszkowa – Cymbałowa   | 0:2   | Fopma – Sweat        | 15:21 | 17:21 |       |        |
| 01.07 | 19:00   | Meppelink – van Gestel | 2:0   | Pati – Michelle      | 21:13 | 21:6  |       |        |
| 02.07 | 17:00   | Meppelink – van Gestel | 2:1   | Fopma – Sweat        | 21:17 | 21:23 | 15:10 |        |
| 02.07 | 17:00   | Maszkowa – Cymbałowa   | 2:1   | Pati – Michelle      | 14:21 | 21:16 | 15:12 |        |
| 03.07 | 17:00   | Meppelink – van Gestel | 2:1   | Maszkowa – Cymbałowa | 21:15 | 16:21 | 15:8  |        |
| 03.07 | 17:00   | Fopma – Sweat          | 2:0   | Pati – Michelle      | 21:12 | 21:13 |       |        |

### Grupa E
| Lp. | Drużyna                                   | Pkt | Mecze | Mecze | Mecze | Sety | Sety | Sety  | Małe punkty | Małe punkty | Małe punkty |
| Lp. | Drużyna                                   | Pkt | M     | W     | P     | wyg. | prz. | ratio | zdob.       | str.        | ratio       |
| --- | ----------------------------------------- | --- | ----- | ----- | ----- | ---- | ---- | ----- | ----------- | ----------- | ----------- |
| 1   | Katrin Holtwick – Ilka Semmler            | 6   | 3     | 3     | 0     | 6    | 1    | 6.000 | 138         | 121         | 1.140       |
| 2   | Louise Bawden – Taliqua Clancy            | 5   | 3     | 2     | 1     | 5    | 2    | 2.500 | 141         | 117         | 1.205       |
| 3   | Jantine van der Vlist – Marloes Wesselink | 4   | 3     | 1     | 2     | 2    | 4    | 0.500 | 112         | 119         | 0.941       |
| 4   | Ieva Dumbauskaitė – Monika Povilaitytė    | 3   | 3     | 0     | 3     | 0    | 6    | 0.000 | 93          | 127         | 0.732       |

| Data  | Godzina | Drużyna 1                 | Wynik | Drużyna 2                  | Set 1 | Set 2 | Set 3 | Raport |
| ----- | ------- | ------------------------- | ----- | -------------------------- | ----- | ----- | ----- | ------ |
| 01.07 | 10:00   | Bawden – Clancy           | 2:0   | van der Vlist – Wesselink  | 22:20 | 21:17 |       |        |
| 01.07 | 10:00   | Holtwick – Semmler        | 2:0   | Dumbauskaitė – Povilaitytė | 21:15 | 21:18 |       |        |
| 02.07 | 8:45    | Holtwick – Semmler        | 2:0   | van der Vlist – Wesselink  | 21:17 | 21:15 |       |        |
| 02.07 | 8:45    | Bawden – Clancy           | 2:0   | Dumbauskaitė – Povilaitytė | 21:19 | 21:7  |       |        |
| 03.07 | 8:45    | Holtwick – Semmler        | 2:1   | Bawden – Clancy            | 23:21 | 15:21 | 16:14 |        |
| 03.07 | 8:45    | van der Vlist – Wesselink | 2:0   | Dumbauskaitė – Povilaitytė | 22:20 | 21:14 |       |        |

### Grupa F
| Lp. | Drużyna                                | Pkt | Mecze | Mecze | Mecze | Sety | Sety | Sety  | Małe punkty | Małe punkty | Małe punkty |
| Lp. | Drużyna                                | Pkt | M     | W     | P     | wyg. | prz. | ratio | zdob.       | str.        | ratio       |
| --- | -------------------------------------- | --- | ----- | ----- | ----- | ---- | ---- | ----- | ----------- | ----------- | ----------- |
| 1   | Maria Antonelli – Agatha Bednarczuk    | 6   | 3     | 3     | 0     | 6    | 0    | MAX   | 134         | 99          | 1.354       |
| 2   | Laura Ludwig – Kira Walkenhorst        | 5   | 3     | 2     | 1     | 4    | 2    | 2.000 | 114         | 104         | 1.096       |
| 3   | Tanja Goricanec – Tanja Hüberli        | 4   | 3     | 1     | 2     | 2    | 4    | 0.500 | 114         | 118         | 0.966       |
| 4   | Martina Bonnerová – Barbora Hermannová | 3   | 3     | 0     | 3     | 0    | 6    | 0.000 | 87          | 128         | 0.680       |

| Data  | Godzina | Drużyna 1              | Wynik | Drużyna 2              | Set 1 | Set 2 | Set 3 | Raport |
| ----- | ------- | ---------------------- | ----- | ---------------------- | ----- | ----- | ----- | ------ |
| 01.07 | 11:00   | Antonelli – Agatha     | 2:0   | Goricanec – Hüberli    | 21:17 | 29:27 |       |        |
| 01.07 | 12:00   | Ludwig – Walkenhorst   | 2:0   | Bonnerová – Hermannová | 21:13 | 23:21 |       |        |
| 02.07 | 11:00   | Antonelli – Agatha     | 2:0   | Bonnerová – Hermannová | 21:16 | 21:11 |       |        |
| 02.07 | 11:00   | Ludwig – Walkenhorst   | 2:0   | Goricanec – Hüberli    | 21:17 | 21:11 |       |        |
| 03.07 | 12:00   | Antonelli – Agatha     | 2:0   | Ludwig – Walkenhorst   | 21:17 | 21:11 |       |        |
| 03.07 | 16:00   | Bonnerová – Hermannová | 0:2   | Goricanec – Hüberli    | 14:21 | 12:21 |       |        |

### Grupa G
| Lp. | Drużyna                                     | Pkt | Mecze | Mecze | Mecze | Sety | Sety | Sety  | Małe punkty | Małe punkty | Małe punkty |
| Lp. | Drużyna                                     | Pkt | M     | W     | P     | wyg. | prz. | ratio | zdob.       | str.        | ratio       |
| --- | ------------------------------------------- | --- | ----- | ----- | ----- | ---- | ---- | ----- | ----------- | ----------- | ----------- |
| 1   | Doris Schwaiger – Stefanie Schwaiger        | 6   | 3     | 3     | 0     | 6    | 1    | 6.000 | 134         | 112         | 1.196       |
| 2   | Sarah Pavan – Heather Bansley               | 5   | 3     | 2     | 1     | 5    | 4    | 1.250 | 156         | 134         | 1.164       |
| 3   | Jewgienija Ukołowa – Jekatierina Chomiakowa | 4   | 3     | 1     | 2     | 3    | 5    | 0.600 | 134         | 136         | 0.985       |
| 4   | Mariafe Artacho – Jessyka Ngauamo           | 3   | 3     | 0     | 3     | 2    | 6    | 0.333 | 108         | 150         | 0.720       |

| Data  | Godzina | Drużyna 1             | Wynik | Drużyna 2             | Set 1 | Set 2 | Set 3 | Raport |
| ----- | ------- | --------------------- | ----- | --------------------- | ----- | ----- | ----- | ------ |
| 01.07 | 12:00   | Schwaiger – Schwaiger | 2:0   | Artacho – Ngauamo     | 21:13 | 21:16 |       |        |
| 01.07 | 12:00   | Ukołowa – Chomiakowa  | 1:2   | Pavan – Bansley       | 21:18 | 14:21 | 10:15 |        |
| 02.07 | 11:00   | Ukołowa – Chomiakowa  | 2:1   | Artacho – Ngauamo     | 21:11 | 19:21 | 15:7  |        |
| 02.07 | 15:00   | Schwaiger – Schwaiger | 2:1   | Pavan – Bansley       | 13:21 | 21:15 | 15:13 |        |
| 03.07 | 11:00   | Artacho – Ngauamo     | 1:2   | Pavan – Bansley       | 12:21 | 21:17 | 7:15  |        |
| 03.07 | 11:00   | Ukołowa – Chomiakowa  | 0:2   | Schwaiger – Schwaiger | 14:21 | 20:22 |       |        |

### Grupa H
| Lp. | Drużyna                                      | Pkt | Mecze | Mecze | Mecze | Sety | Sety | Sety  | Małe punkty | Małe punkty | Małe punkty |
| Lp. | Drużyna                                      | Pkt | M     | W     | P     | wyg. | prz. | ratio | zdob.       | str.        | ratio       |
| --- | -------------------------------------------- | --- | ----- | ----- | ----- | ---- | ---- | ----- | ----------- | ----------- | ----------- |
| 1   | Karla Borger – Britta Büthe                  | 6   | 3     | 3     | 0     | 6    | 1    | 6.000 | 138         | 116         | 1.190       |
| 2   | Greta Cicolari – Marta Menegatti             | 5   | 3     | 2     | 1     | 5    | 2    | 2.500 | 134         | 109         | 1.229       |
| 3   | Wasiliki Arwaniti – Panajiota Karanguni      | 4   | 3     | 1     | 2     | 2    | 5    | 0.400 | 111         | 132         | 0.841       |
| 4   | Varapatsorn Radarong – Tanarattha Udomchavee | 3   | 3     | 0     | 3     | 1    | 6    | 0.167 | 113         | 139         | 0.813       |

| Data  | Godzina | Drużyna 1             | Wynik | Drużyna 2             | Set 1 | Set 2 | Set 3 | Raport |
| ----- | ------- | --------------------- | ----- | --------------------- | ----- | ----- | ----- | ------ |
| 01.07 | 13:00   | Cicolari – Menegatti  | 2:0   | Arwaniti – Karanguni  | 21:13 | 21:12 |       |        |
| 01.07 | 13:00   | Borger – Büthe        | 2:0   | Radarong – Udomchavee | 22:20 | 21:14 |       |        |
| 02.07 | 15:00   | Cicolari – Menegatti  | 2:0   | Radarong – Udomchavee | 21:15 | 21:16 |       |        |
| 02.07 | 15:00   | Borger – Büthe        | 2:0   | Arwaniti – Karanguni  | 21:15 | 21:17 |       |        |
| 03.07 | 15:00   | Radarong – Udomchavee | 1:2   | Arwaniti – Karanguni  | 19:21 | 21:18 | 8:15  |        |
| 03.07 | 16:00   | Cicolari – Menegatti  | 1:2   | Borger – Büthe        | 16:21 | 21:17 | 13:15 |        |

### Grupa J
| Lp. | Drużyna                                  | Pkt | Mecze | Mecze | Mecze | Sety | Sety | Sety  | Małe punkty | Małe punkty | Małe punkty |
| Lp. | Drużyna                                  | Pkt | M     | W     | P     | wyg. | prz. | ratio | zdob.       | str.        | ratio       |
| --- | ---------------------------------------- | --- | ----- | ----- | ----- | ---- | ---- | ----- | ----------- | ----------- | ----------- |
| 1   | Barbara Hansel – Katharina Schützenhöfer | 6   | 3     | 3     | 0     | 6    | 2    | 3.000 | 152         | 133         | 1.143       |
| 2   | Nadine Zumkehr – Joana Heidrich          | 5   | 3     | 2     | 1     | 5    | 4    | 1.250 | 172         | 160         | 1.075       |
| 3   | Sanne Keizer – Marleen van Iersel        | 4   | 3     | 1     | 2     | 4    | 4    | 1.000 | 148         | 141         | 1.050       |
| 4   | Romana Kayser – Muriel Grässli           | 3   | 3     | 0     | 3     | 1    | 6    | 0.167 | 105         | 143         | 0.734       |

| Data  | Godzina | Drużyna 1              | Wynik | Drużyna 2              | Set 1 | Set 2 | Set 3 | Raport |
| ----- | ------- | ---------------------- | ----- | ---------------------- | ----- | ----- | ----- | ------ |
| 01.07 | 11:00   | Zumkehr – Heidrich     | 2:1   | Kayser – Grässli       | 23:25 | 21:11 | 15:13 |        |
| 01.07 | 12:00   | Keizer – van Iersel    | 1:2   | Hansel – Schützenhöfer | 18:21 | 21:17 | 13:15 |        |
| 02.07 | 9:45    | Zumkehr – Heidrich     | 1:2   | Hansel – Schützenhöfer | 21:17 | 19:21 | 17:19 |        |
| 02.07 | 9:45    | Keizer – van Iersel    | 2:0   | Kayser – Grässli       | 21:17 | 21:15 |       |        |
| 03.07 | 9:45    | Keizer – van Iersel    | 1:2   | Zumkehr – Heidrich     | 21:18 | 18:21 | 15:17 |        |
| 03.07 | 9:45    | Hansel – Schützenhöfer | 2:0   | Kayser – Grässli       | 21:11 | 21:13 |       |        |

### Grupa K
| Lp. | Drużyna                              | Pkt | Mecze | Mecze | Mecze | Sety | Sety | Sety  | Małe punkty | Małe punkty | Małe punkty |
| Lp. | Drużyna                              | Pkt | M     | W     | P     | wyg. | prz. | ratio | zdob.       | str.        | ratio       |
| --- | ------------------------------------ | --- | ----- | ----- | ----- | ---- | ---- | ----- | ----------- | ----------- | ----------- |
| 1   | Kristýna Kolocová – Markéta Sluková  | 5   | 3     | 2     | 1     | 5    | 2    | 2.500 | 141         | 122         | 1.156       |
| 2   | Liliana Fernández – Elsa Baquerizo   | 5   | 3     | 2     | 1     | 5    | 3    | 1.667 | 145         | 136         | 1.066       |
| 3   | Summer Ross – Emily Day              | 5   | 3     | 2     | 1     | 4    | 4    | 1.000 | 145         | 137         | 1.058       |
| 4   | Marija Prokopiewa – Swietłana Popowa | 3   | 3     | 0     | 3     | 1    | 6    | 0.167 | 108         | 144         | 0.750       |

| Data  | Godzina | Drużyna 1           | Wynik | Drużyna 2           | Set 1 | Set 2 | Set 3 | Raport |
| ----- | ------- | ------------------- | ----- | ------------------- | ----- | ----- | ----- | ------ |
| 01.07 | 10:00   | Kolocová – Sluková  | 2:0   | Prokopiewa – Popowa | 21:17 | 21:15 |       |        |
| 01.07 | 17:00   | Liliana – Baquerizo | 1:2   | Ross – Day          | 21:14 | 17:21 | 10:15 |        |
| 02.07 | 16:00   | Kolocová – Sluková  | 2:0   | Ross – Day          | 21:19 | 21:16 |       |        |
| 02.07 | 17:00   | Liliana – Baquerizo | 2:0   | Prokopiewa – Popowa | 21:10 | 21:19 |       |        |
| 03.07 | 16:00   | Liliana – Baquerizo | 2:1   | Kolocová – Sluková  | 14:21 | 26:24 | 15:12 |        |
| 03.07 | 16:00   | Prokopiewa – Popowa | 1:2   | Ross – Day          | 11:21 | 26:24 | 10:15 |        |

### Grupa L
| Lp. | Drużyna                                        | Pkt | Mecze | Mecze | Mecze | Sety | Sety | Sety  | Małe punkty | Małe punkty | Małe punkty |
| Lp. | Drużyna                                        | Pkt | M     | W     | P     | wyg. | prz. | ratio | zdob.       | str.        | ratio       |
| --- | ---------------------------------------------- | --- | ----- | ----- | ----- | ---- | ---- | ----- | ----------- | ----------- | ----------- |
| 1   | Maria Clara Salgado – Carolina Solberg Salgado | 6   | 3     | 3     | 0     | 6    | 1    | 6.000 | 97          | 79          | 1.228       |
| 2   | Talita Antunes – Taiana Lima                   | 5   | 3     | 2     | 1     | 5    | 2    | 2.500 | 132         | 108         | 1.222       |
| 3   | Jolien Sinnema – Michelle Stiekema             | 4   | 3     | 1     | 2     | 2    | 4    | 0.500 | 95          | 109         | 0.872       |
| 4   | Zara Dampney – Lucy Boulton                    | 3   | 3     | 0     | 3     | 0    | 6    | 0.000 | 56          | 126         | 0.444       |

| Data  | Godzina | Drużyna 1           | Wynik       | Drużyna 2           | Set 1     | Set 2             | Set 3 | Raport |
| ----- | ------- | ------------------- | ----------- | ------------------- | --------- | ----------------- | ----- | ------ |
| 01.07 | 13:00   | Dampney – Boulton   | 0:2         | Sinnema – Stiekema  | 11:21     | 14:21             |       |        |
| 01.07 | 16:00   | Talita – Lima       | 1:2         | Maria Clara – Carol | 17:21     | 21:19             | 10:15 |        |
| 02.07 | 15:00   | Maria Clara – Carol | 2:0         | Sinnema – Stiekema  | 21:14     | 21:17             |       |        |
| 02.07 | 15:00   | Talita – Lima       | 2:0         | Dampney – Boulton   | 21:14     | 21:17             |       |        |
| 03.07 | 15:00   | Maria Clara – Carol | {{{wynik}}} |                     | 2:0 (w/o) | Dampney – Boulton | 21:0  |        |
| 03.07 | 15:00   | Talita – Lima       | 2:0         | Sinnema – Stiekema  | 21:12     | 21:10             |       |        |

### Grupa M
| Lp. | Drużyna                            | Pkt | Mecze | Mecze | Mecze | Sety | Sety | Sety  | Małe punkty | Małe punkty | Małe punkty |
| Lp. | Drużyna                            | Pkt | M     | W     | P     | wyg. | prz. | ratio | zdob.       | str.        | ratio       |
| --- | ---------------------------------- | --- | ----- | ----- | ----- | ---- | ---- | ----- | ----------- | ----------- | ----------- |
| 1   | Liliane Maestrini – Bárbara Seixas | 6   | 3     | 3     | 0     | 6    | 0    | MAX   | 126         | 85          | 1.482       |
| 2   | Miller Elwin – Henriette Iatika    | 4   | 3     | 1     | 2     | 3    | 4    | 0.750 | 115         | 123         | 0.935       |
| 3   | Daniela Gioria – Laura Giombini    | 4   | 3     | 1     | 2     | 3    | 5    | 0.600 | 137         | 137         | 1.000       |
| 4   | Renata Bekier – Agata Oleksy       | 4   | 3     | 1     | 2     | 2    | 5    | 0.400 | 101         | 134         | 0.754       |

| Data  | Godzina | Drużyna 1         | Wynik | Drużyna 2         | Set 1 | Set 2 | Set 3 | Raport |
| ----- | ------- | ----------------- | ----- | ----------------- | ----- | ----- | ----- | ------ |
| 01.07 | 16:00   | Bekier – Oleksy   | 0:2   | Elwin – Iatika    | 14:21 | 15:21 |       |        |
| 01.07 | 17:00   | Lili – Seixas     | 2:0   | Gioria – Giombini | 21:16 | 21:19 |       |        |
| 02.07 | 8:45    | Bekier – Oleksy   | 2:1   | Gioria – Giombini | 9:21  | 21:19 | 15:10 |        |
| 02.07 | 16:00   | Lili – Seixas     | 2:0   | Elwin – Iatika    | 21:10 | 21:13 |       |        |
| 03.07 | 15:00   | Bekier – Oleksy   | 0:2   | Lili – Seixas     | 13:21 | 14:21 |       |        |
| 03.07 | 16:00   | Gioria – Giombini | 2:1   | Elwin – Iatika    | 16:21 | 21:18 | 15:11 |        |

### Ranking zespołów z 3. miejsc
Do fazy pucharowej awansowało osiem najlepszych zespołów z trzecich miejsc.
| Lp. | Drużyna                                     | Pkt | Mecze | Mecze | Mecze | Sety | Sety | Sety  | Małe punkty | Małe punkty | Małe punkty |
| Lp. | Drużyna                                     | Pkt | M     | W     | P     | wyg. | prz. | ratio | zdob.       | str.        | ratio       |
| --- | ------------------------------------------- | --- | ----- | ----- | ----- | ---- | ---- | ----- | ----------- | ----------- | ----------- |
| 1   | Xue Chen – Zhang Xi                         | 5   | 3     | 2     | 1     | 4    | 2    | 2.000 | 115         | 108         | 1.065       |
| 2   | Summer Ross – Emily Day                     | 5   | 3     | 2     | 1     | 4    | 4    | 1.000 | 145         | 137         | 1.058       |
| 3   | Sanne Keizer – Marleen van Iersel           | 4   | 3     | 1     | 2     | 4    | 4    | 1.000 | 148         | 141         | 1.050       |
| 4   | Daniela Gioria – Laura Giombini             | 4   | 3     | 1     | 2     | 3    | 5    | 0.600 | 137         | 137         | 1.000       |
| 5   | Jewgienija Ukołowa – Jekatierina Chomiakowa | 4   | 3     | 1     | 2     | 3    | 5    | 0.600 | 134         | 136         | 0.985       |
| 6   | Isabelle Forrer – Anouk Vergé-Dépré         | 4   | 3     | 1     | 2     | 3    | 5    | 0.600 | 151         | 156         | 0.968       |
| 7   | Laura Bloem – Rebekka Kadijk                | 4   | 3     | 1     | 2     | 3    | 5    | 0.600 | 125         | 138         | 0.906       |
| 8   | Tatjana Maszkowa – Irina Cymbałowa          | 4   | 3     | 1     | 2     | 3    | 5    | 0.600 | 126         | 143         | 0.881       |
| 9   | Tanja Goricanec – Tanja Hüberli             | 4   | 3     | 1     | 2     | 2    | 4    | 0.500 | 114         | 118         | 0.966       |
| 10  | Jantine van der Vlist – Marloes Wesselink   | 4   | 3     | 1     | 2     | 2    | 4    | 0.500 | 112         | 119         | 0.941       |
| 11  | Jolien Sinnema – Michelle Stiekema          | 4   | 3     | 1     | 2     | 2    | 4    | 0.500 | 95          | 109         | 0.872       |
| 12  | Wasiliki Arwaniti – Panajiota Karanguni     | 4   | 3     | 1     | 2     | 2    | 5    | 0.400 | 111         | 132         | 0.841       |

## Faza pucharowa

### 1/16 finału
| Data  | Godzina | Drużyna 1              | Wynik | Drużyna 2              | Set 1 | Set 2 | Set 3 | Raport |
| ----- | ------- | ---------------------- | ----- | ---------------------- | ----- | ----- | ----- | ------ |
| 04.07 | 11:00   | Kołosińska – Brzostek  | 2:0   | Bloem – Kadijk         | 21:18 | 21:13 |       |        |
| 04.07 | 12:00   | Cicolari – Menegatti   | 2:1   | Bieneck – Großner      | 18:21 | 21:15 | 15:11 |        |
| 04.07 | 12:00   | Holtwick – Semmler     | 1:2   | Keizer – van Iersel    | 21:15 | 17:21 | 13:15 |        |
| 04.07 | 12:00   | Kolocová – Sluková     | 0:2   | Elwin – Iatika         | 18:21 | 19:21 |       |        |
| 04.07 | 12:00   | Talita – Lima          | 1:2   | Ludwig – Walkenhorst   | 17:21 | 21:14 | 18:20 |        |
| 04.07 | 13:00   | Lili – Seixas          | 2:0   | Zumkehr – Heidrich     | 21:13 | 21:12 |       |        |
| 04.07 | 13:00   | Ukołowa – Chomiakowa   | 2:1   | Meppelink – van Gestel | 23:25 | 21:17 | 15:11 |        |
| 04.07 | 13:00   | Maszkowa – Cymbałowa   | 0:2   | Nyström – Nyström      | 15:21 | 18:21 |       |        |
| 04.07 | 18:00   | Antonelli – Agatha     | 0:2   | Xue – Zhang            | 21:23 | 14:21 |       |        |
| 04.07 | 18:00   | Bawden – Clancy        | 0:2   | Liliana – Baquerizo    | 16:21 | 17:21 |       |        |
| 04.07 | 18:00   | Hansel – Schützenhöfer | 2:1   | Pavan – Bansley        | 13:21 | 21:19 | 15:7  |        |
| 04.07 | 18:00   | Schwaiger – Schwaiger  | 2:0   | Ross – Day             | 21:19 | 21:19 |       |        |
| 04.07 | 19:00   | Ross – Pavlik          | 2:0   | Forrer – Vergé-Dépré   | 21:18 | 21:16 |       |        |
| 04.07 | 19:00   | Borger – Büthe         | 2:0   | Gioria – Giombini      | 21:18 | 21:14 |       |        |
| 04.07 | 19:00   | Maria Clara – Carol    | 1:2   | Dubovcová – Nestarcová | 21:10 | 18:21 | 21:23 |        |
| 04.07 | 19:00   | Fopma – Sweat          | 1:2   | Fendrick – Hochevar    | 21:19 | 13:21 | 12:15 |        |

### 1/8 finału
| Data  | Godzina | Drużyna 1              | Wynik | Drużyna 2              | Set 1 | Set 2 | Set 3 | Raport |
| ----- | ------- | ---------------------- | ----- | ---------------------- | ----- | ----- | ----- | ------ |
| 05.07 | 11:00   | Kołosińska – Brzostek  | 0:2   | Cicolari – Menegatti   | 14:21 | 12:21 |       |        |
| 05.07 | 11:00   | Lili – Seixas          | 2:1   | Keizer – van Iersel    | 21:14 | 18:21 | 15:12 |        |
| 05.07 | 11:00   | Ross – Pavlik          | 2:0   | Liliana – Baquerizo    | 21:13 | 21:15 |       |        |
| 05.07 | 11:00   | Hansel – Schützenhöfer | 1:2   | Schwaiger – Schwaiger  | 16:21 | 21:17 | 13:15 |        |
| 05.07 | 12:00   | Xue – Zhang            | 2:0   | Elwin – Iatika         | 22:20 | 21:11 |       |        |
| 05.07 | 12:00   | Ludwig – Walkenhorst   | 2:0   | Ukołowa – Chomiakowa   | 21:19 | 21:16 |       |        |
| 05.07 | 12:00   | Borger – Büthe         | 2:0   | Dubovcová – Nestarcová | 21:17 | 21:12 |       |        |
| 05.07 | 12:00   | Fendrick – Hochevar    | 2:0   | Nyström – Nyström      | 21:15 | 21:19 |       |        |

### Ćwierćfinały
| Data  | Godzina | Drużyna 1            | Wynik | Drużyna 2             | Set 1 | Set 2 | Set 3 | Raport |
| ----- | ------- | -------------------- | ----- | --------------------- | ----- | ----- | ----- | ------ |
| 05.07 | 18:00   | Cicolari – Menegatti | 1:2   | Lili – Seixas         | 22:20 | 15:21 | 13:15 |        |
| 05.07 | 18:00   | Ross – Pavlik        | 2:1   | Schwaiger – Schwaiger | 19:21 | 21:19 | 15:13 |        |
| 05.07 | 19:00   | Xue – Zhang          | 2:0   | Ludwig – Walkenhorst  | 21:15 | 21:15 |       |        |
| 05.07 | 19:00   | Borger – Büthe       | 2:1   | Fendrick – Hochevar   | 17:21 | 21:16 | 15:11 |        |

### Półfinały
| Data  | Godzina | Drużyna 1     | Wynik | Drużyna 2      | Set 1 | Set 2 | Set 3 | Raport |
| ----- | ------- | ------------- | ----- | -------------- | ----- | ----- | ----- | ------ |
| 06.07 | 12:00   | Lili – Seixas | 0:2   | Xue – Zhang    | 11:21 | 17:21 |       |        |
| 06.07 | 13:00   | Ross – Pavlik | 0:2   | Borger – Büthe | 15:21 | 19:21 |       |        |

### Mecz o 3. miejsce
| Data  | Godzina | Drużyna 1     | Wynik | Drużyna 2     | Set 1 | Set 2 | Set 3 | Raport |
| ----- | ------- | ------------- | ----- | ------------- | ----- | ----- | ----- | ------ |
| 06.07 | 17:00   | Lili – Seixas | 2:0   | Ross – Pavlik | 21:18 | 21:15 |       |        |

### Finał
| Data  | Godzina | Drużyna 1   | Wynik | Drużyna 2      | Set 1 | Set 2 | Set 3 | Raport |
| ----- | ------- | ----------- | ----- | -------------- | ----- | ----- | ----- | ------ |
| 06.07 | 18:00   | Xue – Zhang | 2:1   | Borger – Büthe | 18:21 | 21:17 | 21:19 |        |